# Marylu-Saskia Poolman
Marylu-Saskia Poolman (* 27. März 1985 in Leipzig) ist eine deutsch-niederländische Schauspielerin, Synchron- und Hörfunksprecherin. Zudem spricht sie Hörbücher ein.

## Leben und Karriere
Poolman stammt aus einer niederländischen Theaterfamilie und ist die Tochter der Schauspielerin Frauke Poolman sowie die Enkelin der Schauspielerin Marylu Poolman. Sie lebt in Köln.
Bekannt wurde Poolman vor allem durch ihre Rolle in der Fernsehserie Ahornallee als Julia Winterberg. Ab dem 24. September 2010 war sie als Anna Weigel in der RTL-Daily-Soap Unter uns zu sehen, in der sie nach Janis Rattenni und Kathleen Fiedler bereits als dritte Darstellerin diese Rolle verkörperte. 2012 hatte der Kurzfilm Spielzeit als Wettbewerbsbeitrag des Sundance Film Festivals Premiere, in dem sie in der Rolle der Matilda agierte. Im Sommer 2014 verließ Poolman Unter uns nach 4 Jahren.

## Filmografie (Auswahl)
- 2003: Um Himmels Willen (Fernsehserie, eine Episode)
- 2004: St. Angela (Fernsehserie, mehrere Episoden)
- 2002–2004: Axel! (Fernsehserie, eine Episode)
- 2004: Wilde Jungs (Fernsehserie, eine Episode)
- 2006: Natürliche Bedürfnisse
- 2007: Stubbe – Von Fall zu Fall: Schmutzige Geschäfte
- 2007: Ahornallee (Fernsehserie)
- 2008: Hurensohn
- 2008: Die Treue-Testerin – Spezialauftrag Liebe (Fernsehfilm)
- 2008: Gute Zeiten, schlechte Zeiten (Fernsehserie)
- 2008–2009 Mensch Markus
- 2008–2009 Pietshow (Internetserie)
- 2010: Ein Fall für Fingerhut (Fernsehfilm)
- 2010–2014: Unter uns (Fernsehserie)
- 2012: Spielzeit (Kurzfilm)
- 2015: SOKO Wismar – Undercover
- 2015: Die Salzprinzessin
- 2016: Macho Man
- 2016: Morgen hör ich auf (Miniserie, eine Folge)
- 2020: ÜberWeihnachten (Miniserie)

## Auszeichnungen
- 2009: Nominierung für den International Digital Emmy – Kategorie Fiction mit Pietshow
- 2010: Nominierung für den International Digital Emmy – Kategorie Fiction mit Pietshow
- 2011: Nominierung für den German Soap Award – Bestes Liebespaar zusammen mit Miloš Vuković